# Ramin Haerizadeh
Ramin Haerizadeh (* 1975 in Teheran) ist ein iranischer Künstler.

## Leben
Nach einem Studium der Wirtschaftswissenschaften wechselte Haerizadeh 1994 zur Kunst in das Studienfach Fotografie unter Leitung von Massoud Massoumi.
Haerizadehl ist zusammen mit seinem jüngeren Bruder Rokni 2009 nach einem Besuch in Paris nicht in den Iran zurückgekehrt sondern erhielten nach Warnungen aus Teheran zurückzukommen ein Künstler-Visum für die Vereinigten Arabischen Emirate und leben heute in Dubai.

## Werk
Haerizadehs Foto-Collagen nehmen traditionelles persisches Kunsthandwerk auf und orientieren sich vor allem an Wandteppichen und Textilien. Der Künstler manipuliert mit Computerprogrammen Bilder, arrangiert sie neu und druckt sie anschließend großformatig aus. So entsteht eine Mischung aus der untergegangenen Kultur Irans mit modernen, glatten Oberflächen. Haerizadeh transformiert Tradition, Mythos und Legende Persiens in die Gegenwart und übt Kritik an den herrschenden Zuständen im Iran.

## Ausstellungen

### Einzelausstellungen
- 2003 Silk Road Galerie, Teheran, Iran
- 2007 Melancholy of the Everyday, Studio 1.1, London, England
- 2007 Wonders of Nature, B21 Galerie, Dubai, Vereinigte Arabische Emirate
- 2008 Men of Allah, GaleriArtist, Istanbul, Turkey
- 2008 Today’s Woman, B21 Galerie, Dubai, Vereinigte Arabische Emirate

### Gruppenausstellungen
- 1999 Mojhdeh Galerie in Teheran, Iran
- 2003 Lucky Charms, Galerie Golestan, Teheran, Iran
- 2003 Water, The First Element, National Art Galerie, Malaysia
- 2004 Paris Photo, Carrousel du Louvre, Paris, Frankreich
- 2004 Persian Gardens, video installation, Teheraner Museum für Zeitgenössische Kunst, Teheran, Iran
- 2004 The Fragmented Mirror, Casa Asia, Barcelona, Spanien
- 2004 Turning points: Seven Iranian Artists, LeRoy Neiman Galerie, Columbia University, New York City, USA
- 2005 Beyond Black, The Third Line gallery, Dubai, Vereinigte Arabische Emirate
- 2006 Iran.com, Iranian art today, Museum für Neue Kunst, Freiburg im Breisgau, Deutschland
- 2007 Within and Without, NoMoreGrey Galerie, London, England
- 2009 Keeping Up Appearances (zusammen mit ‘Rock-Paper-Scissors’ series), B21 Galerie, Dubai, Vereinigte Arabische Emirate
- 2009 Raad-o-Bargh 17 Artists from Iran, Thaddaeus Ropac Galerie, Paris, Frankreich
- 2009 Unverschleiert: Neue Kunst aus dem Mittleren Osten, Saatchi Gallery, London, England
- 2010 Be Crowned with Laurel in Oblivion, Rokni & Ramin Haerizadeh & Bita Fayyazi, Thaddaeus Ropac, Paris, Frankreich
- 2010 Iranian Bodies, Gruppenevent, Werkstatt Galerie, Berlin, Deutschland
- 2010 I’ll Huff and I’ll Puff, Galerie Isabelle van den Eynde, Dubai, Vereinigte Arabische Emirate
- 2010 The Right to Protest, Artists from 11 countries, Museum on the seam, Jerusalem, Israel
- 2011 abc art berlin contemporary About Painting, Berlin, Deutschland
- 2011 Beware of this Image, Sharjah Biennal, Vereinigte Arabische Emirate
- 2011 Big Brother, L’Artiste Face aux Tyrans, Palais des Arts et du Festival, Dinard
- 2012 I Put It There You Name It, collaborative show with Rokni Haerizadeh and Hesam Rahmanian, Galerie Isabelle
- 2012 THE STATE: The Coming Insurrection, Traffic, Dubai, Vereinigte Arabische Emirate